# 山桝忠恕
山桝 忠恕（やまます ただひろ、1922年 - 1984年11月13日）は、日本の会計学者。学位は、経済学博士（慶應義塾大学・1960年）（学位論文「監査制度の展開」）。慶應義塾大学教授を歴任。

## 来歴・業績
愛知県名古屋市生まれ。愛知県立明倫中学校（現愛知県立明和高等学校）を経て、1942年に彦根高等商業学校（現滋賀大学経済学部）卒業。1945年神戸経済大学（現神戸大学）卒業。平井泰太郎門下。神戸大学講師、松山商科大学助教授、神戸商科大学助教授等を経て、1960年に慶應義塾大学教授。同年「監査制度の展開」で慶應義塾大学より経済学博士の学位を取得。三邊金蔵、小高泰雄を財務会計論において後継した研究者の一人とされる。
学外においては、大蔵省企業会計審議会委員、大蔵省公認会計士審査試験委員、国税庁法人税法通達整備審議会委員等を務める。
1964年に日本会計研究学会賞・太田賞を受賞。

## 著書
- 『アメリカ財務会計』中央経済社 1955
- 『監査制度の展開』有斐閣 1961
- 『近代会計理論』国元書房 1962
- 『複式簿記通論』中央経済社 1962
- 『東も東・西も西 師弟有情通信』同文館出版 1966
- 『近代監査論』千倉書房 1971
- 『近代会計理論』国元書房 1972
- 『複式簿記原理』千倉書房 1972

### 共編著
- 『会計学の展開 戦後わが国における会計学の発展』共著 慶応通信 1959
- 『会計学基礎講座』全3巻 飯野利夫共編 有斐閣 1963
- 『商業簿記』共著 国元書房 1963
- 『文献研究現代の会計学』編 国元書房 1966
- 『簿記概論』和田木松太郎共編著 国元書房 1966
- 『講座簿記会計』飯野利夫,染谷恭次郎共編 有斐閣 1966-1967
- 『講座現代会計 第2 現代会計と測定構造』編著 中央経済社 1969
- 『会計学』編 有斐閣双書 1970
- 『会計学講義』編 青林書院新社 1970
- 『最新公認会計士二次試験講座 第4巻 監査論』日下部与市共著 中央経済社 1970
- 『監査基準精説』桧田信男共著 税務経理協会 1972
- 『体系財務諸表論』嶌村剛雄共著 税務経理協会 1973
- 『監査小辞典』桧田信男共編著 中央経済社 1980
- 『体系近代会計学 1 会計学基礎理論』責任編集 中央経済社 1980
- 『文献学説による会計学原理の研究』編著 中央経済社 1984

### 追悼文集
- 『山桝忠恕先生十三回忌追悼論文集』税務経理協会 1996